# Spergularia angustata
Spergularia angustata är en nejlikväxtart som först beskrevs av Armand Clavaud, och fick sitt nu gällande namn av N.N. Tzvelev. Spergularia angustata ingår i släktet rödnarvar, och familjen nejlikväxter. Inga underarter finns listade i Catalogue of Life.